# Poggio-di-Venaco
Pour les articles homonymes, voir Poggio.
Poggio-di-Venaco est une commune française dans la circonscription départementale de la Haute-Corse et le territoire de la collectivité de Corse. Le village appartient à l'ancienne piève de Venaco.

## Géographie

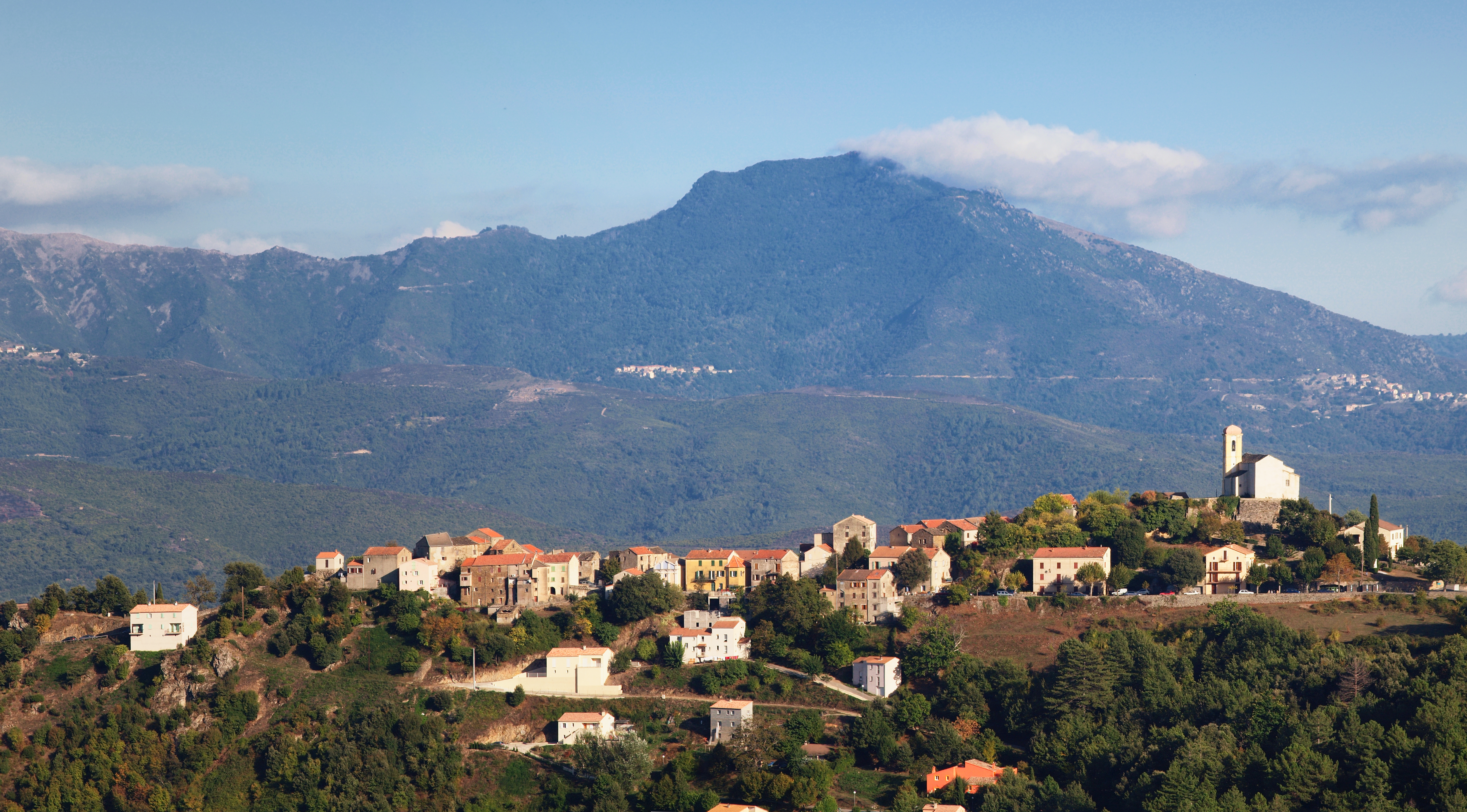
Vue du village depuis la RT 20, face aux villages de la piève de Rogna (Erbajolo, Focicchia et Altiani).

### Situation

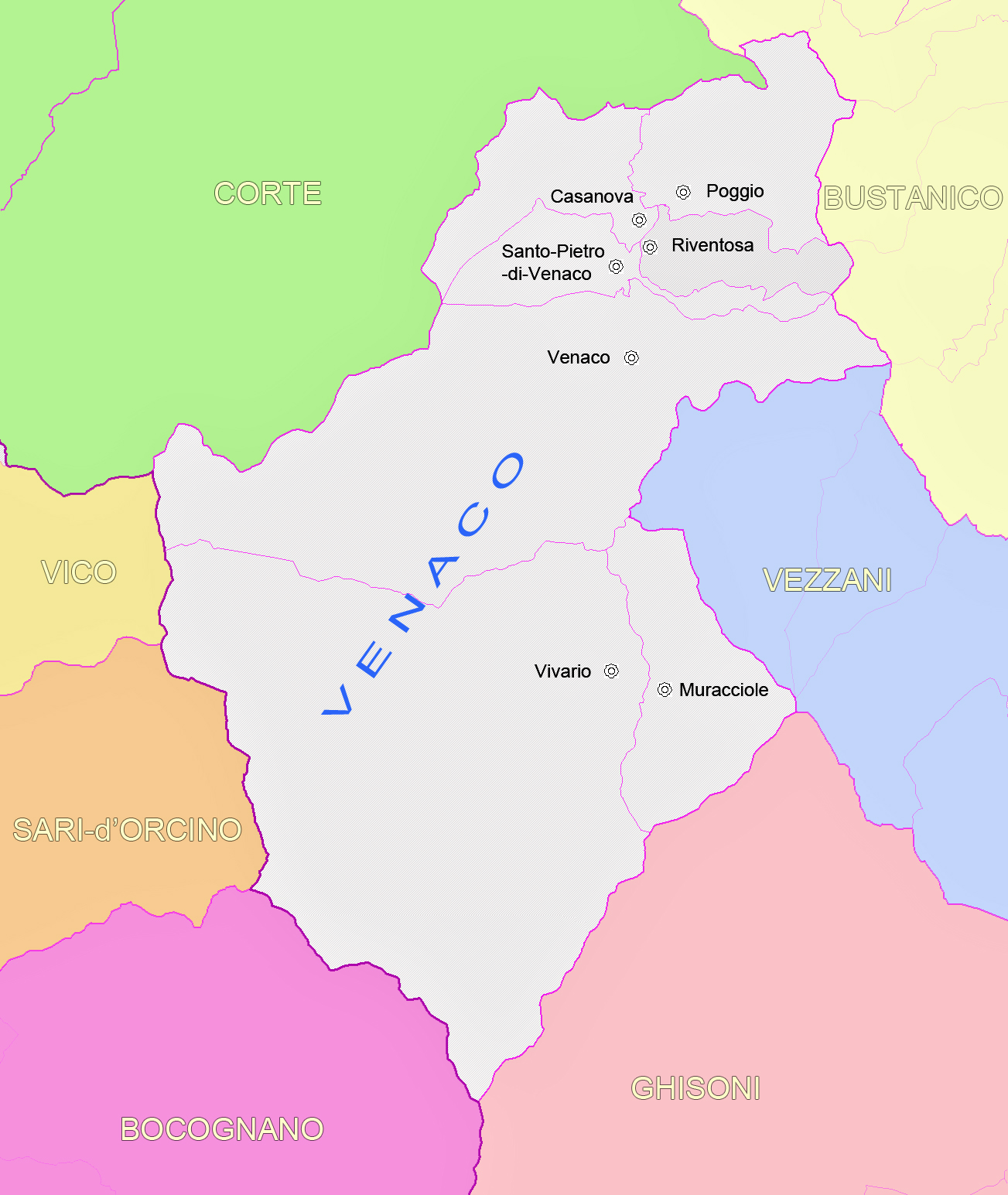
Canton de Venaco

Poggio-di-Venaco est située dans le « Deçà des Monts ». Elle est l'une des sept communes du canton de Venaco encore appelé le Vénacais, dans l'ancienne pieve de Venaco et la microrégion Centre Corse. La commune est adhérente au parc naturel régional de Corse, dans son territoire de vie nommé « Centru di Corsica ».
Communes limitrophes

### Géologie et relief
Le territoire communal chevauche à la fois la « Corse granitique » au Sud-Ouest de l'île, la « Corse schisteuse » au Nord-Est, et le sillon dépressionnaire central qui sépare ces deux parties. Son territoire comprend trois secteurs : 
- le secteur occidental datant de la « Corse hercynienne » (occidentale), formée de granites monzonitiques porphyroïdes, roches volcaniques et plutoniques de chimie calco-alcaline datées entre -320 et -270 Ma. Il se caractérise par des granodiorites, et monzogranites recoupées par des granites leucocrates associés à des roches basiques (diorites et gabbros) ;
- le secteur central (Permien à Éocène) situé dans la zone centrale de Corte du sillon dépressionnaire de l'île, est une couverture sédimentaire autochtone, provenant d'une nappe océanique de marge continentale. Un front de chevauchement des plaques tectoniques le sépare à l'Est de la Corse Alpine ;
- le secteur oriental appartient à la « Corse Alpine » (orientale) formée par une succession d’unités autochtones (terrains en place), para-autochtones (terrains faiblement déplacés) et surtout allochtones (terrains fortement déplacés). Les deux premières coïncident grossièrement avec la dépression centrale, l'allochtone appartenant essentiellement à la “zone des schistes lustrés et des ophiolites”, d’âge Jurassique et Crétacé

Le village de Poggio-di-Venaco occupe l'extrémité Nord/Est d'une courte arête rocheuse démarrant à la Punta di Cappezzolo (2 106 m) du massif du Cardo (2 453 m), orientée dans un axe NE-SO, son territoire déclinant rapidement jusqu'au lit du Tavignano. Sur cette arête principale, s'alignent successivement les villages de Santo-Pietro-di-Venaco (altitude 850 m), Riventosa (altitude 720 m), et Poggio-di-Venaco (altitude 630 m).
Son culmen (662 m) se trouve au bout d'une autre arête rocheuse liée au Monte Corbaia (1 871 m), au lieu-dit Scala à l'Ouest du village, et à environ 800 m au Nord du village de Casanova. Entre ces deux crêtes, sur la partie occidentale de la commune, coulent le ruisseau de Campodonico (ou Casavecchia), affluent du ruisseau de Minuto, et plus à l'Ouest, le ruisseau de Chermacciani, au travers d'un territoire relativement plat, offrant des espaces de culture et pâturages.
Sur le versant oriental de l'arête principale, sont situés trois vallons : au Sud, celui du ruisseau de Castelluccia qui délimite Poggio-di-Venaco et Riventosa, celui du ruisseau de Piedimurello, et au Nord, celui d'un ruisseau sans nom. Tous ces petits cours d'eau confluent avec le Tavignano.
Limites territoriales
Les limites de son territoire dont la superficie est de 1 328 hectares se définissent ainsi :
- au Nord, depuis un point à 200 m au S-E de la Punta di Tisani (564 m), « à cheval » sur Casanova, Poggio-di-Venaco et Santo-Pietro-di-Venaco, la démarcation suit une courte ligne de crête déclinant rapidement jusqu'au lit du ruisseau de Mucchiello, puis elle suit le cours d'eau jusqu'à sa confluence avec le Tavignano, remonte sur une courte distance le fleuve pour contourner la jonction des routes D39 et D214 où se trouve un centre équestre, et suivre la petite crête de Mogalelle jusqu'au lieu-dit « Santo-Pietro » ;
- à l'Est, depuis un point du lieu-dit « Santo-Pietro », « à cheval » sur Santa-Lucia-di-Mercurio, Poggio-di-Venaco et Favalello, la démarcation se dirige au Sud, vers le sommet d'une colline (462 m) sous lequel naît le ruisseau de Trebinche. Cette ligne passe d'abord par un point (altitude 462 m) « à cheval » sur Favalello, Poggio-di-Venaco et Sant'Andréa-di-Bozio, puis longe le flanc de collines, franchissant successivement les ruisseaux de Palmurato, de Pietrelle, de Peritondo et de Tenzonio avant de remonter le ruisseau de Trebinche ;
- au Sud, la ligne repart vers le fleuve, via la Bocca di Millaria, remonte le cours du Tavignano jusqu'à sa confluence avec le ruisseau de Castellucia, remonte le cours de ce dernier jusqu'à atteindre la route D140 un peu au Sud du village de Poggio ;
- à l'Ouest, la démarcation est matérialisée par la route D140 puis par un court tronçon de la route de Valdo qui passe au Nord du cimetière, jusqu'au lit du ruisseau de Misongno, à un point « à cheval » sur Casanova, Poggio-di-Venaco et Riventosa. De là, la démarcation se dirige au Nord pour atteindre le point de départ, proche de la Punta di Tisani.

### Hydrographie
La commune est traversée au Nord-Est et Est par le fleuve Tavignano. Sur une bonne partie de son parcours en territoire communal, Poggio-di-Venaco en possède les deux rives.
Au cours de cette traversée, plusieurs ruisseaux alimentent le fleuve. Les principaux affluents sont :
- sur la rive gauche : les ruisseaux de Terranella (longueur : 5 km)[3], de Zincajo (11,6 km)[4], de Palmurato (1,9 km)[5] et de Pietrelle (1,1 km)[6] ;
- sur la rive droite : les ruisseaux de Pastricciole (long de 1,1 km)[7] et de Mucchiello (3,8 km)[8] son affluent, le Minuto (10,6 km)[9] (le plus important ; il a pour nom ruisseau de Misongno en amont et prend sa source à environ 320 m au Sud de la Punta Lattiniccia - altitude 2 372 m), de Piedimurelli (1,7 km)[10] et de Castelluccia (1,5 km)[11].

### Climat et végétation
Poggio-di-Venaco est une commune de montagne de l'intérieur de l'île. Elle bénéficie d'un climat aux écarts thermiques relativement importants car loin des influences de la mer. Les hivers sont relativement froids avec surtout en décembre des vents fort de Nord - Nord-Ouest et de la neige; mais les températures y sont relativement plus tempérées qu'à Corte, ville toute proche située dans une cuvette naturelle.
Le couvert végétal est composé majoritairement de châtaigniers, de chênes verts et de pins maritimes sur les hauteurs. Dans la vallée du Tavignano, les rives du fleuve sont peuplées d'aulnes et de trembles. Le maquis recouvre beaucoup de parcelles abandonnées qui étaient autrefois entretenues et cultivées.
Sur son territoire, se trouvent deux espèces menacées des orchidées de France métropolitaine, reprises sur la liste rouge nationale :
- Orchis punaise Anacamptis coriophora (L.) R.M.Bateman, Pridgeon & M.W.Chase, 1997.
- Orchis à fleurs lâches Anacamptis laxiflora (Lam.) R.M.Bateman, Pridgeon & M.W.Chase, 1997.

### Voies de communication et transports

#### Accès routiers
La commune est traversée à l'Est par la RT 50 (ex-RN 200) qui relie Corte à Aléria.
La D40 dont la jonction (« à cheval » sur Santo-Pietro-di-Venaco et Riventosa) avec la RT 50 (ex-RN 200) est située au lieu-dit Pascialone, permet de rejoindre le village et la RT 20 (ex-RN 193) à Santo-Pietro-di-Venaco en passant par Riventosa.
La D140 est une autre voie d'accès lorsqu'on arrive de Corte par la RT 20. Sa jonction avec celle-ci se situe à Casanova. Cette route débouche au carrefour de la D40 - place Fuata, et se termine à la halte de Poggio-Riventosa de la ligne des C.F.C..
La rue principale du village, qui prend naissance au carrefour de la D40 "place Fuata" et permet d'accéder au vieux village, est en « Cul-de-sac ».
Poggio-di-Venaco se trouve à 9 km au Sud de Corte, ville sous-préfecture.

#### Transports
Ferroviaires

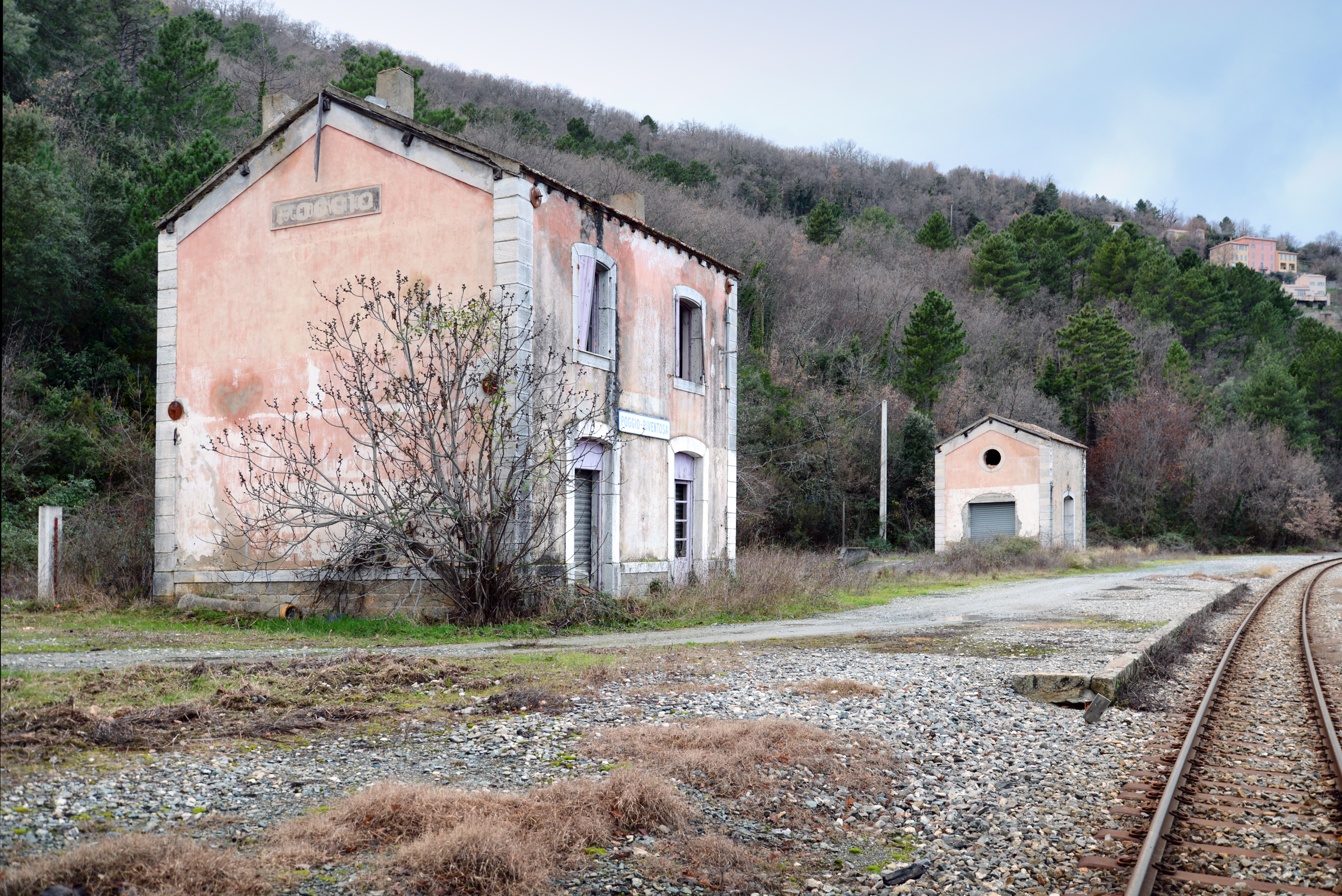
L'ancienne gare désaffectée en ruine et sa halle, devenue une halte

La principale ligne à voie unique des Chemins de fer de Corse reliant Ajaccio à Bastia traverse la commune. Un arrêt appelé « Poggio - Riventosa » se situe au Sud-Est, en contrebas du village, à environ 1,500 km de celui-ci, sur la commune de Riventosa. L'accès se fait par la route D140 qui s'y termine à cet endroit.
Cette gare et sa halle à marchandises sont désaffectées depuis de nombreuses années et laissées à l'abandon. La voie d'évitement qui existait avant la rénovation de la ligne a été déposée ainsi que les deux aiguillages d'entrée et de sortie. Le quai n'est plus maintenant qu'une halte. La gare et sa halle avaient été construites pour la mise en service de la ligne Bastia-Ajaccio le 3 décembre 1894.
Une autre bâtisse est aussi abandonnée en contrebas de la halle à marchandises, située dans l'intérieur Est du virage de la voie ferrée précédant la halle dans le sens de la montée. Il s'agissait de la maison du garde-barrière située sur un chemin piétonnier qui n'est plus pratiqué aujourd'hui car envahi par la végétation, et qui permettait de rejoindre à travers les bois, par un chemin escarpé, la D40 en bas du village. Une petite source apparaît à proximité sur le haut du mur de soutènement de la voie ferrée, coulant dans un fossé, et son écoulement passe sous la voie ferrée et s'en va se perdre en contrebas dans la végétation.
Routiers
La desserte du village par un service régulier d'autocars entre Ajaccio et Bastia passent sur la RT 20, à environ 1,3 km du village.
Aériens et Maritimes
Le village est distant, par la route, de :
- 62 km de l'aéroport de Bastia Poretta,
- 70 km de l'aéroport d'Ajaccio-Napoléon-Bonaparte,
- 94 km de l'aéroport de Calvi-Sainte-Catherine,
- 78 km du port de commerce de Bastia,
- 73 km du port de commerce d'Ajaccio,
- 70 km du port de commerce de L'Île-Rousse.

## Urbanisme

### Typologie
Au 1er janvier 2024, Poggio-di-Venaco est catégorisée commune rurale à habitat dispersé, selon la nouvelle grille communale de densité à sept niveaux définie par l'Insee en 2022.
Elle est située hors unité urbaine. Par ailleurs la commune fait partie de l'aire d'attraction de Corte, dont elle est une commune de la couronne,. Cette aire, qui regroupe 34 communes, est catégorisée dans les aires de moins de 50 000 habitants,.

### Occupation des sols
L'occupation des sols de la commune, telle qu'elle ressort de la base de données européenne d’occupation biophysique des sols Corine Land Cover (CLC), est marquée par l'importance des forêts et milieux semi-naturels (86,2 % en 2018), néanmoins en diminution par rapport à 1990 (96,8 %). La répartition détaillée en 2018 est la suivante : 
milieux à végétation arbustive et/ou herbacée (70,7 %), forêts (15,5 %), zones agricoles hétérogènes (9,8 %), zones industrielles ou commerciales et réseaux de communication (4 %). L'évolution de l’occupation des sols de la commune et de ses infrastructures peut être observée sur les différentes représentations cartographiques du territoire : la carte de Cassini (XVIIIe siècle), la carte d'état-major (1820-1866) et les cartes ou photos aériennes de l'IGN pour la période actuelle (1950 à aujourd'hui).

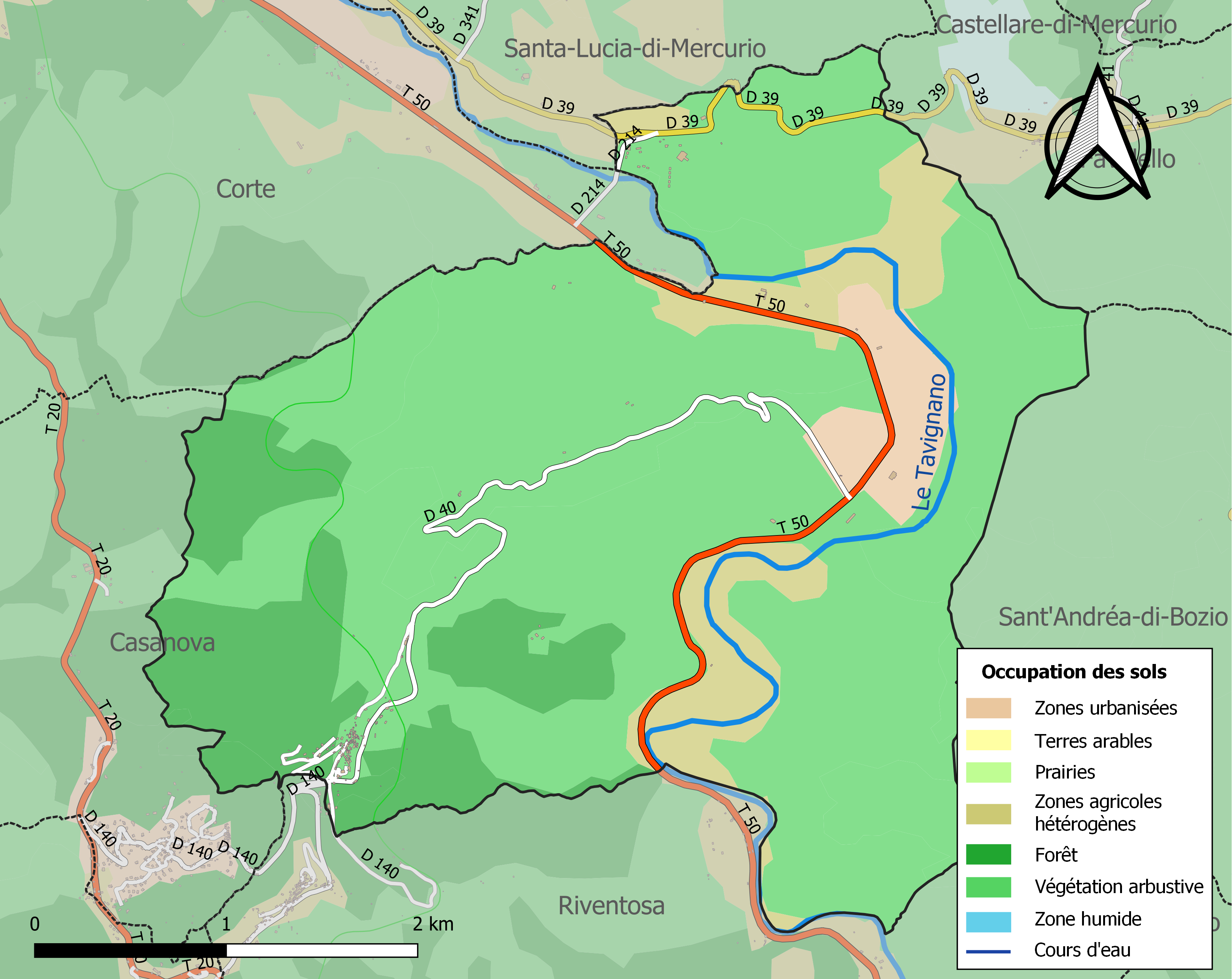
Carte des infrastructures et de l'occupation des sols de la commune en 2018 (CLC).
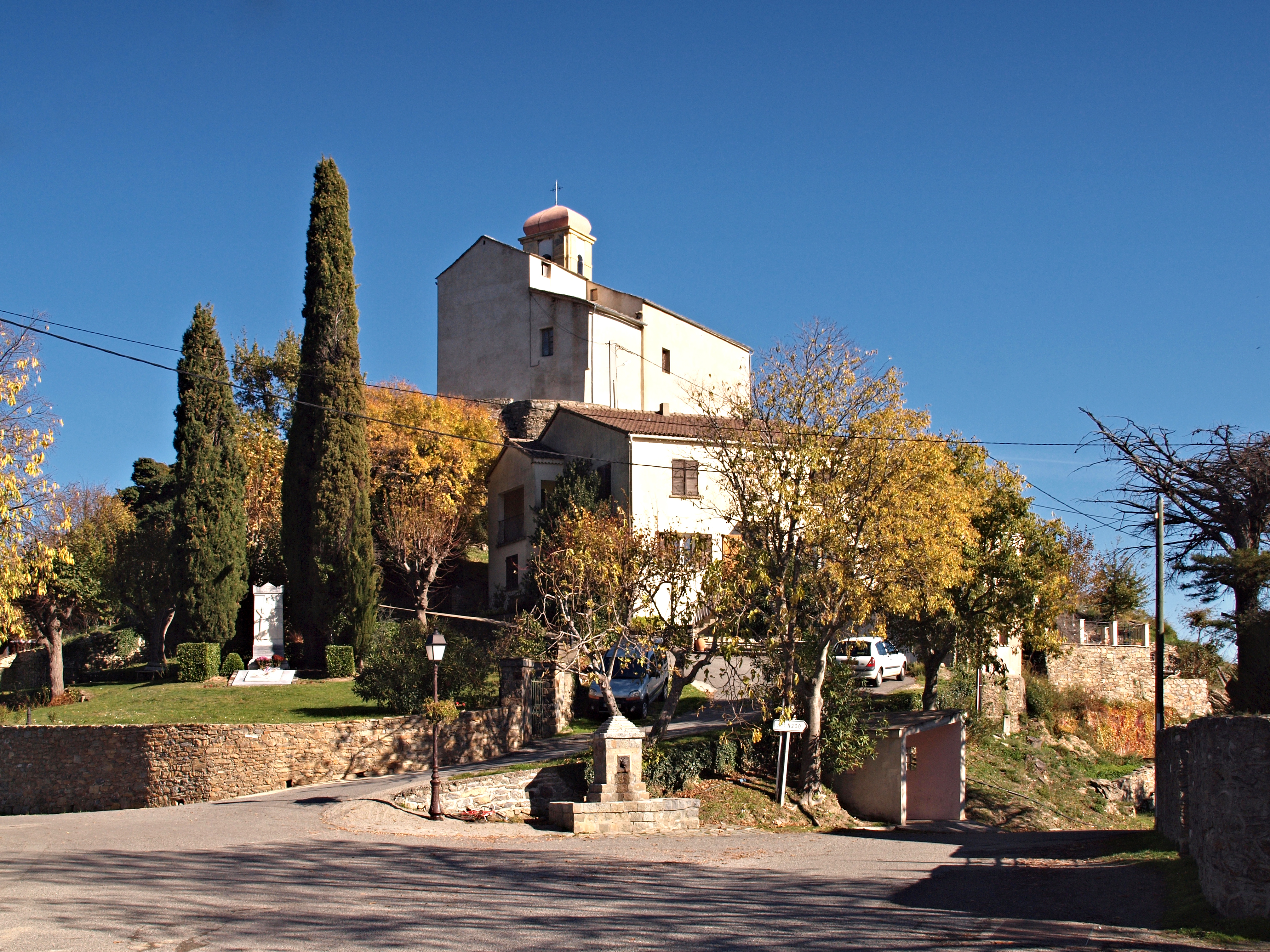
Place Fuata - de gauche à droite : le monument aux morts entouré de ses deux Cyprès , l'église sur son piton rocheux, la fontaine et l'abri-bus scolaire.

### Morphologie urbaine
Poggio-di-Venaco est un vieux village dont le bâti est regroupé autour de la chapelle San Roccu.
Le vieux village est édifié sur une arête rocheuse, dans le prolongement et en contrebas du village de Riventosa qui lui est tout proche. Il est visible depuis la RT 20, à partir de divers points de vue. Il offre un remarquable spectacle quand il émerge d'une brume matinale couvrant la vallée.
À partir des années 1980-1990, le vieux village construit en pierre de schiste s'est agrandi par la construction de plusieurs maisons occupant les versants occidentaux (Ouest) et orientaux (Est) de l'arête rocheuse. Actuellement c'est sur le versant occidental (Ouest) que les parcelles constructibles sont les plus nombreuses et ceci pour cause de pentes moins abruptes, avec plusieurs maisons depuis quelques années. Des aménagements d'accès routiers ont été construits en escaliers pour permettre la desserte de ces parcelles. Un accès routier à partir de la D40 en contrebas du village au Nord dessert un petit parking et un futur lotissement, ce qui permet de rendre constructibles dans la mesure du possible d'autres parcelles. En dessous du Bar - Gîte d'Étape "Le Kiroch" sur le versant Ouest, avec l'accès par la rue principale, des logements sociaux composent l'habitat. Les façades de vieilles maisons ont été rénovées depuis une vingtaine d'années, mais quelques-unes sont abandonnées et une où deux sont en ruines.
La nouvelle mairie et l'agence postale occupent un nouveau bâtiment construit en contrebas en dessous de la « place San Roccu » (du nom de la chapelle qui s'y trouve) sur le versant occidental avec son accès au niveau de cette place par un escalier.
La petite commune dispose d'une agence postale, d'un gîte d'étape pour randonneurs, d'un bar, d'un hôtel-restaurant, d'un centre équestre de loisirs situé le long de la RT 50 au Nord et une grande maison d'accueil familles, la Casa Agostino Giafferri située route de la gare D 140.
Un chemin depuis la place Fuata à l'entrée du village permet l'accès au parvis de l'église Saint-Cyr située sur un promontoire rocheux qui est le point culminant. C'est un remarquable belvédère avec une table d'orientation qui permet la vue au Nord, sur la plaine de Corte, à l'Est sur la vallée du Tavignano et à l'Ouest sur le massif montagneux du Monte Cardo qui domine le bourg de Serraggio et tous les autres villages du canton.
La rue principale est une voie sans issue qui commence « place Fuata » au Sud, traverse la « place San Roccu » et se termine « place Piazza » au Nord. Des plaques métalliques rustiques garnies de carreaux de mosaïques, créées par une artiste locale ont été posées à divers endroits pour indiquer les noms des venelles, ruelles, places et impasses. La fontaine publique de 1895 a été reconstruite au creux du mur de soutènement devant le bar, avec le tronc et le bac en pierre taillée assemblés. L'Ortaccio (ancienne "cour aux orties") située au Nord-Est est divisée en trois parcelles privées.
À l'entrée du village sur la « place Fuata », 2 panneaux d'informations indiquent les commerces, la chapelle Saint-Roch, la table d'orientation, le sentier de randonnée « Corte - Casanova ».

## Histoire

### Antiquité
De l'historien Xavier Poli, originaire du village, le site était occupé du temps des Romains.

« Venicium. Var. Venitium. Aujourd'hui Venaco, nom d'un canton de l'île. D'après trois chartes citées par Muratori, le pagus de Venaco était compris entre le Tavignano et le Vecchio. »

— Xavier Poli La Corse dans l'Antiquité et le Haut Moyen Âge - La Corse d'après Ptolémée, chap. VII §3
Selon lui, les couvents de Sainte-Marie-de-Sisco et de San-Stefano-de-Venaco sont les plus anciens de la Corse et tout porte à croire qu'ils remontent au pontificat de saint Grégoire.

### Moyen Âge

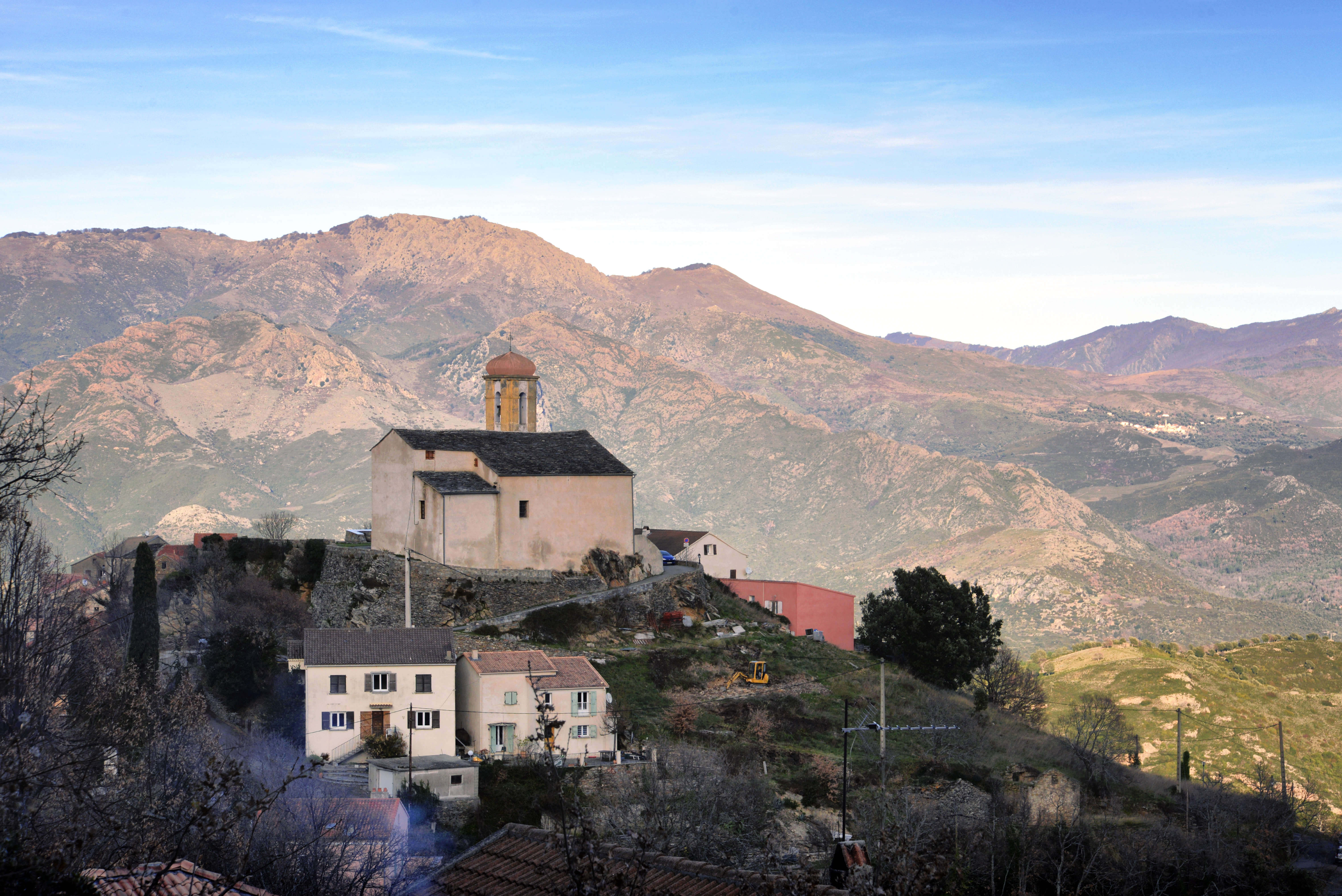
L'église "San Quilicu" située sur le promontoire rocheux point culminant du village.

Au IXe siècle, la Corse est envahie par les Maures qui pillent les côtes et s’y installent. Gênes et Pise se coalisent pour les en chasser.
La tradition dit qu'une grotte servait de refuge aux habitants du village lors des invasions Maures. Une autre légende du coin évoque des galeries souterraines, ainsi qu'un trésor caché.
Jusqu'au début du XIe siècle, le village comptait le « château » dit Palazzu, palais des Comtes de Corse, proche de San Giuvanni Battista, l'ex-église piévane de Venaco nommée Venicium à l'époque romaine. Le Palazzu était dit San Giuvanni (ou parfois Palaggio di Venaco) car près du village de Poggio del Palaggio.
Le légendaire comte Ugo Colonna avait établi son camp à Venaco, à l'endroit appelé la Pieve vecchia. Il y fit construire un palais, à l'endroit appelé il Poggio.

« Devenu maître de la Corse, le comte Ugo, pour témoigner sa reconnaissance à ceux qui l'avaient obligé, fit don à l'Eglise Romaine de Poggio del Palagio, de Mariana, d'Aleria et de Nebbio »

— Giovanni della Grossa in Histoire de la Corse, Chronique, traduction de l'Abbé Letteron - Tome I p. 112.
Le Palazzu a été brûlé quelque temps après la mort du comte Arrigo Bel Messer assassiné en l'an mille, et de sa femme la Comtesse Geneviève.
- 1092 - Le pape Urbain II nomme archevêque Daibertus évêque de Pise qui devient métropolitain-suzerain des six diocèses corses. Le diocèse, division administrative, se subdivise en pièves.

Au XIIe siècle de très nombreuses chapelles sont construites sur l'île, dont San Giuvanni Battista, Pieve de Venaco.
- 1183 - La rivalité entre les deux républiques amène le Pape Innocent II à partager l’île. Gênes obtient trois des six évêchés de l'île dont le diocèse d'Aléria (la piève de Venaco en dépendait).

L'église paroissiale Saint-Quirice et Saint-Cyr dite « San Chirgu », qui figurait sur le plan terrier établi en 1795 et sur le cadastre Napoléonien dressé en 1847, pourrait dater du Moyen Âge.

### Temps modernes
Au début du XVIe siècle, Poggio-di-Venaco faisait toujours partie de la pieve de Venaco qui, vers 1520, comptait environ 1 200 habitants. Les lieux habités de la pieve avaient pour nom : Serraggio, lo Lugo, Campovegio, la Maistrachia, la Riventosa, lo Poggio.
Au début du XVIIIe siècle les pièves de Bozio, Castello, Giovellina, Niolo, Rogna, Talcini, Vallerustie et Venaco formaient la province et juridiction de Corte. Selon l'abbé Accinelli, la pieve de Venaco, entre la Restonica et les monts de Bocognano, comptait 1 313 habitants répartis dans les lieux habités ayant pour nom :  Seragio, Riventaso, Maestraccie, Casanova, Logo, Capovecchio, et Poggio.
Après la cession le 15 mai 1768 de la Corse à la France par les Génois, la pieve du Vecchio est créée.
- 1790 - Avec la Révolution française est créé le département de Corse avec Bastia comme préfecture, la pieve du Vecchio devient en 1790 le canton de Serraggio[23],[Note 4].
- 1793 - An II. la Convention divise l'île en deux départements : Golo (l'actuelle Haute-Corse) dont fait partie Poggio-di-Venaco, et Liamone (l'actuelle Corse-du-Sud) sont créés. La commune porte le nom de Poggio. Le canton de Serraggio prend le nom de canton du Vecchio, dans le district de Corte et dans le département d'El Golo.
- 1801 - Sous le Consulat[Note 5], la commune garde le nom de Poggio avant de prendre celui de Poggio-di-Venaco, dans le canton du Vecchio, l'arrondissement de Corte et le département d'El Golo.
- 1811 - Les départements d'El Golo et du Liamone sont fusionnés pour former le département de Corse.
- 1828 - Le canton du Vecchio prend le nom de canton de Serraggio[24].

Le village, d'abord construit au bas de l'église, s'est étendu vers le Nord-Est au XIXe siècle jusqu'au calvaire.
De Xavier Poli, on retiendra aussi cette note de bas de page :

« Anachronismes à part, j'attache une certaine importance aux traditions. Il y a vingt ans on rencontrait encore à Poggio-di-Venaco des vieillards qui longuement dissertaient sur les combats livrés par leurs aïeux contre les habitants de Corte, qu'ils traitaient de maures. Ces braves gens, illettrés bien entendu, citaient les endroits où s'étaient livrés les combats, où les vaincus avaient été pendus ou mis en croix. J'ai fait une excursion très instructive avec l'un d'eux. Son cours d'histoire était d'un intérêt palpitant. Les Maures, Sampiero, Paoli, le roi Murât passaient comme dans un kaléidoscope, dans l'ordre comique des parcelles de terrain que nous parcourions. Je me rappelle encore mon étonnement lorsque, dans un enclos, situé sur la rive gauche du Tavignano, il m'arrêta en me disant : « Nous sommes dans le Pian de Vincentello. Vincentello était « un roi de la Corse qui voulait s'emparer de Corte ; il livra ici une grande bataille contre les Génois ; en ce temps-là on se battait à coups de fronde, Vincentello fut vainqueur et s'empara de Corte. » Je notais ces paroles, que je transcrits littéralement, non sans une grande envie de rire. Plus tard, je reconnus que Vincentello d'Istria, marchant sur Corte, en 1419, avait dû, en effet, s'arrêter à l'endroit qui porte encore son nom. Grâce à la tradition j'ai pu rétablir le voyage de Murât sur le territoire de Venaco (1815) ; avec les illettrés intelligents disparaîtra la tradition »

— Xavier Poli La Corse dans l'Antiquité et le Haut Moyen Âge - Invasion des Sarrasins chap. X § 5

### Époque contemporaine
- 1954 - Le canton de Venaco était constitué par les communes de Casanova, Muracciole, Poggio-di-Venaco, Riventosa, Santo-Pietro-di-Venaco, Venaco et Vivario.

La commune de Poggio-di-Venaco comptait 210 habitants en 1954 et 95 en 1996.
- 1975 - Le département de Corse est divisé en deux départements : Corse-du-Sud - 2A  et Haute-Corse - 2B. Poggio-di-Venaco se situe désormais dans ce dernier.

## Politique et administration

### Liste des maires
| Période                                  | Période        | Identité               | Étiquette | Qualité  |
| ---------------------------------------- | -------------- | ---------------------- | --------- | -------- |
| avant 1988                               | septembre 2014 | Jean Baptiste Casanova | ECO       | décédé   |
| septembre 2014                           | En cours       | Jean Marc Rodriguez    | REG (CL)  | Retraité |
| Les données manquantes sont à compléter. |                |                        |           |          |

## Population et société

### Démographie
L'évolution du nombre d'habitants est connue à travers les recensements de la population effectués dans la commune depuis 1800. Pour les communes de moins de 10 000 habitants, une enquête de recensement portant sur toute la population est réalisée tous les cinq ans, les populations de référence des années intermédiaires étant quant à elles estimées par interpolation ou extrapolation. Pour la commune, le premier recensement exhaustif entrant dans le cadre du nouveau dispositif a été réalisé en 2005.

En 2022, la commune comptait 210 habitants, en évolution de −0,94 % par rapport à 2016 (Haute-Corse : +5,15 %, France hors Mayotte : +2,11 %).
| 1800 | 1806 | 1821 | 1831 | 1836 | 1841 | 1846 | 1851 | 1856 |
| ---- | ---- | ---- | ---- | ---- | ---- | ---- | ---- | ---- |
| 343  | 426  | 448  | 414  | 439  | 508  | 516  | 532  | 535  |

| 1861 | 1866 | 1872 | 1876 | 1881 | 1886 | 1891 | 1896 | 1901 |
| ---- | ---- | ---- | ---- | ---- | ---- | ---- | ---- | ---- |
| 547  | 509  | 556  | 554  | 530  | 481  | 515  | 513  | 519  |

| 1906 | 1911 | 1921 | 1926 | 1931 | 1936 | 1946 | 1954 | 1962 |
| ---- | ---- | ---- | ---- | ---- | ---- | ---- | ---- | ---- |
| 526  | 507  | 502  | 521  | 337  | 514  | 460  | 210  | 208  |

| 1968 | 1975 | 1982 | 1990 | 1999 | 2005 | 2006 | 2010 | 2015 |
| ---- | ---- | ---- | ---- | ---- | ---- | ---- | ---- | ---- |
| 176  | 167  | 132  | 95   | 136  | 180  | 181  | 197  | 216  |

| 2020 | 2022 | - | - | - | - | - | - | - |
| ---- | ---- | - | - | - | - | - | - | - |
| 208  | 210  | - | - | - | - | - | - | - |

Depuis le début du XIXe siècle jusqu'au milieu du XXe siècle, Poggio-di-Venaco avait une population avoisinant les 500 habitants, avec 426 hab. en 1806, un pic de 556 habitants en 1872 et 460 hab. en 1946. En 1954, le recensement avait donné un chiffre de 210 hab., soit plus de la moitié inférieur à celui de 1946 qui avait peu varié en dépit de la Seconde Guerre mondiale. Depuis, la commune s'est dépeuplée graduellement pour atteindre 95 hab. en 1990. Cette tendance s'est depuis renversée.
De très nombreux estivants ayant des liens avec le village y reviennent en vacances tous les étés. Des retraités également s'y installent, ayant une maison ou de la famille.

### Enseignement
Une école primaire a fonctionné pendant plus d'un siècle dans un bâtiment situé en dessous de l'église. Elle est fermée depuis. Les bâtiments qui abritaient également la mairie ont été transformés en logements communaux. Les enfants sont maintenant scolarisés à Corte avec un transport en mini-bus. Un abri d'arrêt leur est réservé sur la D 40 « place Fuata ».

### Santé
Le village est distant de 10 km de l'hôpital régional de Corte qui est jumelé avec celui de Tattone. Les plus proches médecin, pharmacie et infirmier sont installés à Venaco.

### Manifestations culturelles et festivités

#### Fêtes
- La fête annuelle du village a lieu le 15 août sur la rue principale qui est fermée ce jour-là.
- La fête patronale est le 16 juillet. Une cérémonie religieuse a lieu le matin dans l'église, suivie en fin de journée d'une procession dans le village avec la statue de Saint Cyr portée sur un brancard.

### Sports
Un petit terrain de football clôturé en revêtement stabilisé a été créé en bas du village côté Ouest avec un éclairage pour les nocturnes et une buvette. Les jeunes du village y pratiquent régulièrement leurs sports favoris.

#### Randonnées
- Le sentier de grande randonnée Mare a mare Nord Variante traverse le territoire de la commune dans le sens Nord-Sud, presque parallèle à la route D40. Il existe un gîte d'étape au village.

## Économie
Le lieu-dit "Pascialone" sur la rive droite du Tavignano est une zone d'activités importante pour l'économie locale avec des accès par la RT 50. S'y trouvent :
- La ferme solaire photovoltaïque "Pascialone" d'une puissance installée de 4,5 MW mise en service sur 9 hectares ;
- Une carrière de sable et graviers exploitée par la société « Carrière Centre Corse » ;
- La "Sarl Lombricorse", exploite une station d'épuration, avec collecte et traitements des eaux usées de Corte et plusieurs villages aux alentours;
- La société "Corse Granules", spécialisée dans le sciage et le rabotage du bois, hors imprégnation.
- Au lieu-dit "Pont de Papineschi", se trouve le Centre "Équestre Équiloisirs-FAE".

## Culture locale et patrimoine

### Lieux et monuments
- Monument aux morts au Sud, érigé à l'entrée du village dans un petit jardin espace verts, entouré par ses trois cyprès.
- Pont génois à l'Est, appelé Ponte Regolo sur le Tavignano. Il permet de nos jours l'accès par un chemin rocailleux raviné par l'eau de ruissellement, à une prairie située sur la rive gauche du fleuve.

#### Église Saint-Cyr
L'église paroissiale Saint-Cyr (San Quìlicu en langue corse) dite San Chirgu, située piazza di u Seraziu, est remarquable par sa position, avec son clocher à bulbe et sa blancheur récente. Édifice de plan allongé, à chevet plat, formé d'une nef d'un vaisseau central et d'un vaisseau collatéral Sud voûtés en berceau, avec trois chapelles latérales côté Nord. Elle fut construite à l'entrée du village, sur un éperon rocheux à 650 m d'altitude. C'est également un formidable belvédère équipé d'une table d'orientation, avec vue d'un côté vers l'Est sur la vallée du Tavignano jusqu'à la mer, au Nord sur la cuvette de Corte et le col de San Quilico, et de l'autre vers l'Ouest sur le chaînon montagneux du Monte Cardo (2 453 m).
L'origine de cette église pourrait remonter au Moyen Âge. Elle figurait sur le plan terrier établi en 1795 et sur le cadastre Napoléonien dressé en 1847.

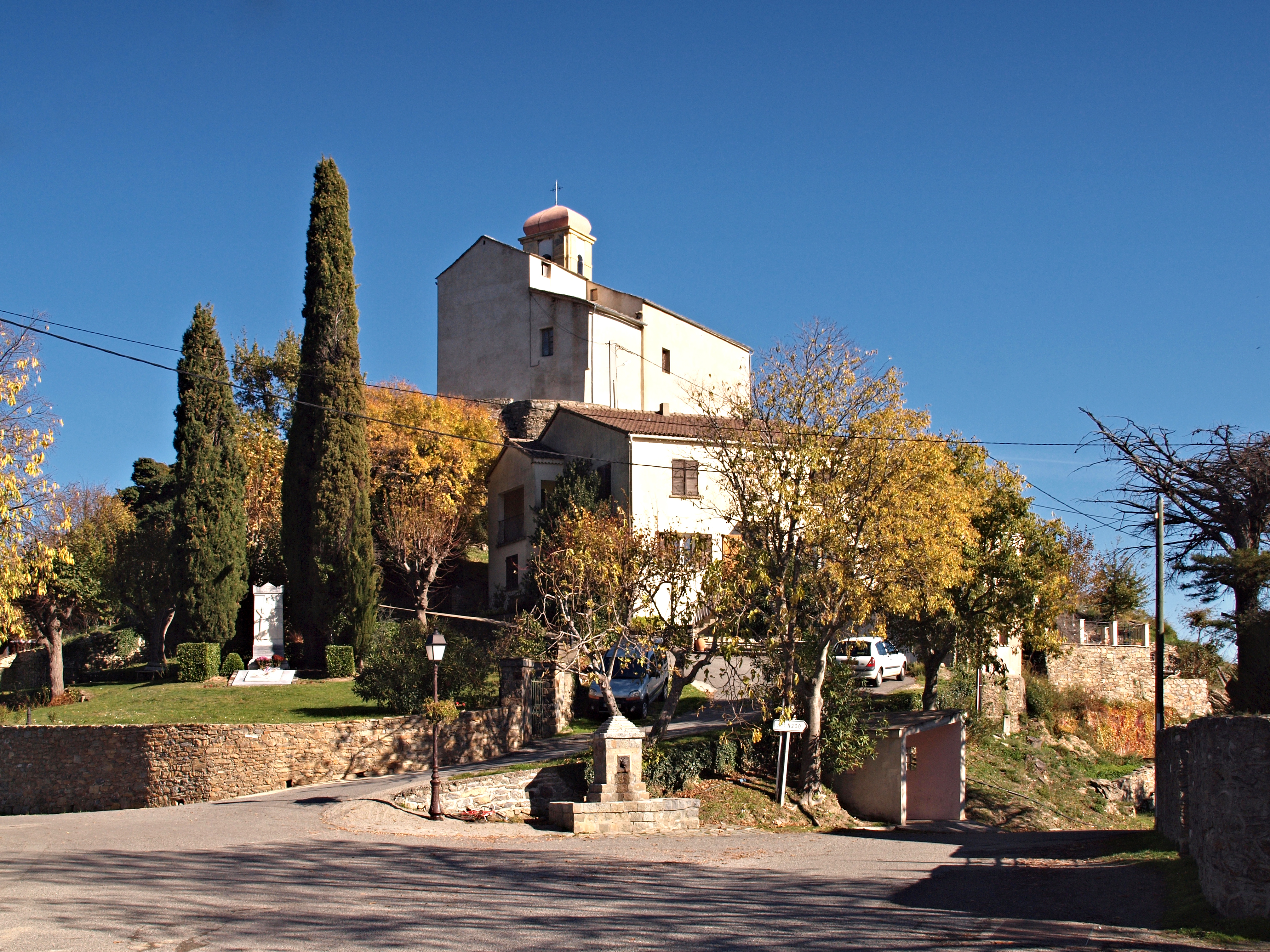
Vue d'ensemble.
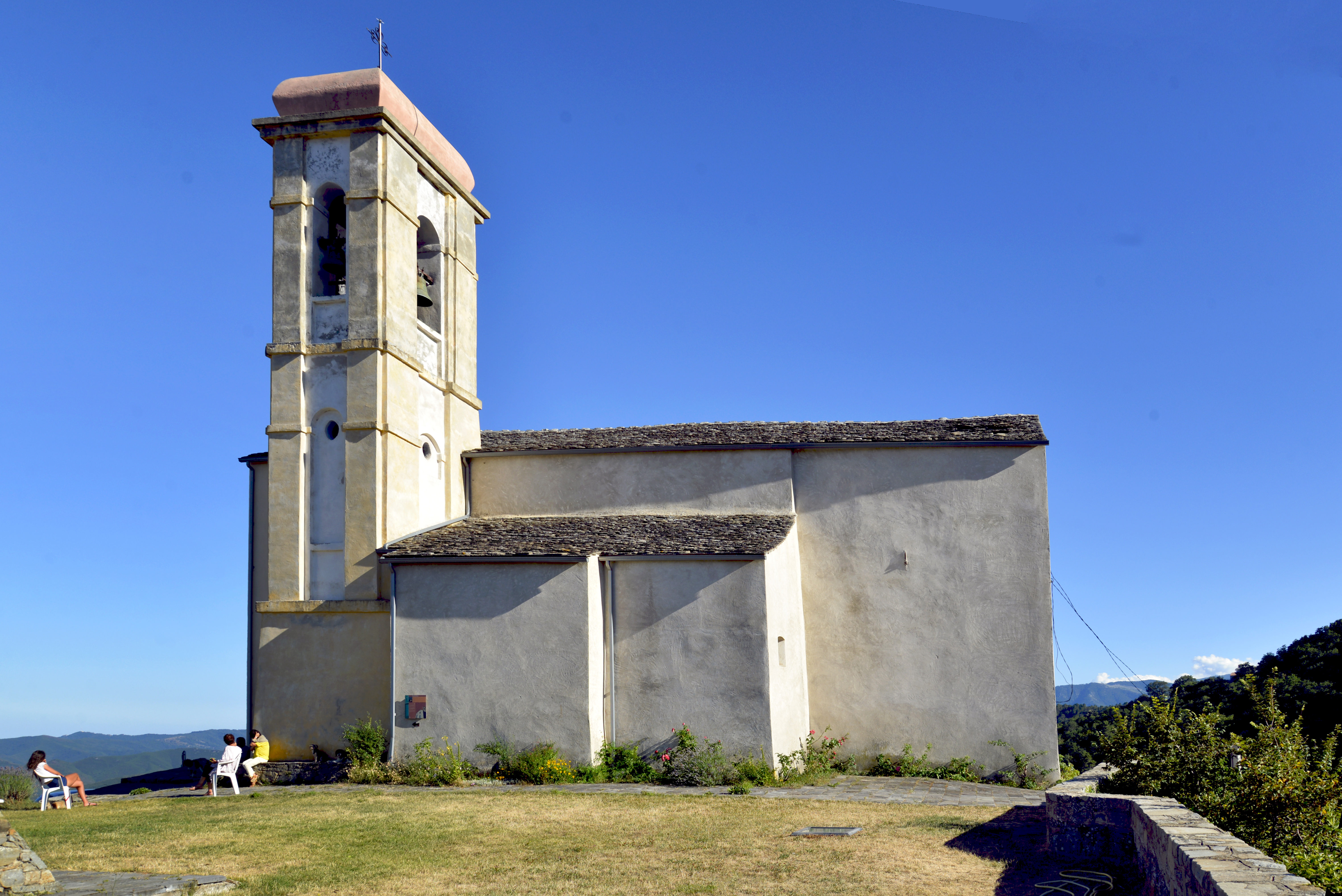
Façade Nord.
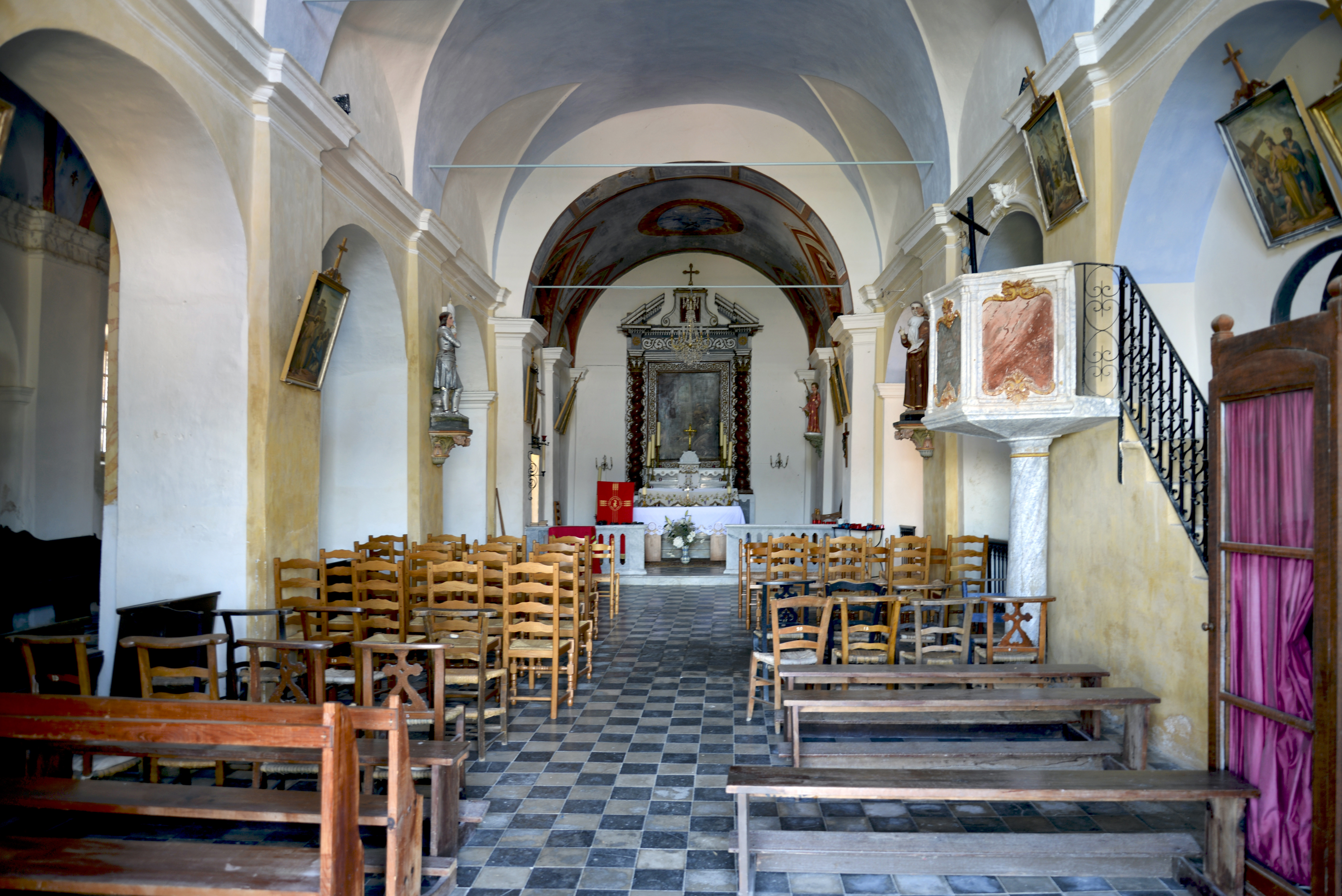
Intérieur de la nef centrale de l'église San Chirgu.
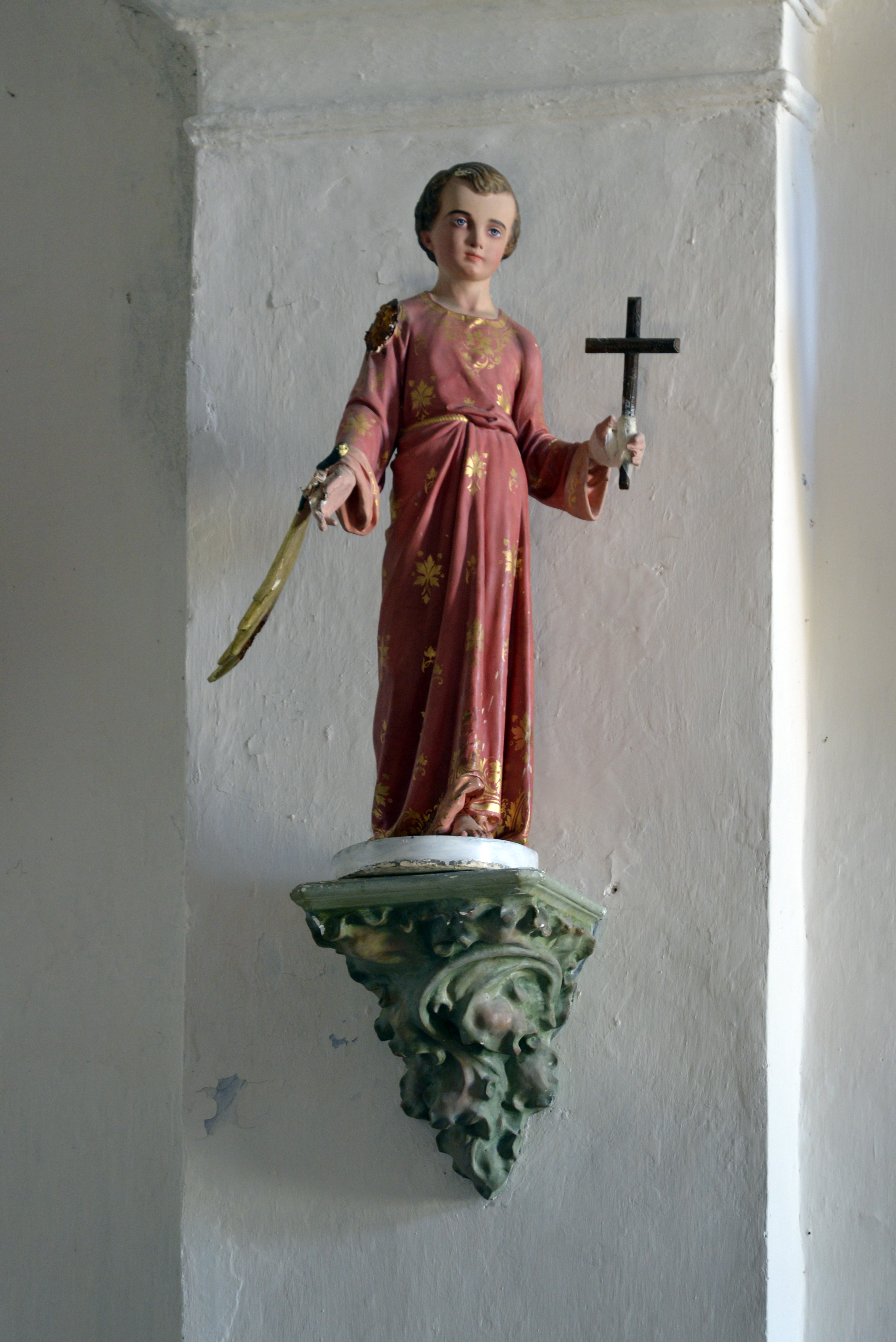
Statue de Saint Cyr.
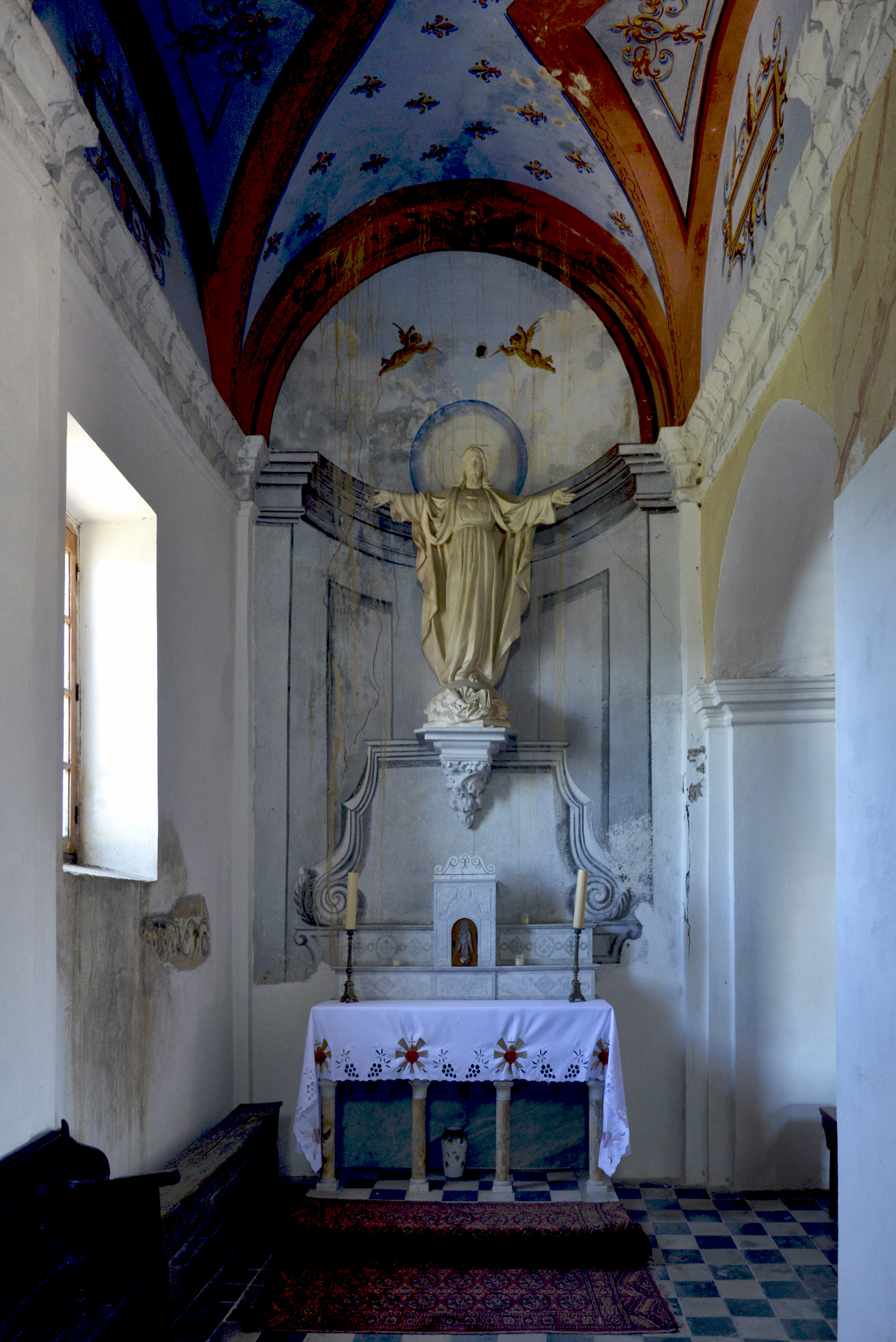
Autel de la nef latérale.

#### Ossuaire ditSacr'arca di San'Chilgu
Cet ossuaire est une sépulture collective érigée hors de l'église paroissiale aux environs de 1650. Constituée de deux chambres souterraines, elle est représentée en surface par deux dalles de marbre gravées. « D'après la tradition orale, une chambre aurait été réservée aux enfants et aux ecclésiastiques, comme en témoignent les deux dalles de marbre gravées. La première semble représenter un enfant dans les bras de la mort et la seconde les attributs des hommes d'Église. Les deux portent la date de 1729. [...] L'autre chambre aurait été destinée au reste de la population et comporte deux dalles de granite, autrefois deux simples dalles de marbre. ».
La sépulture fut progressivement abandonnée à partir de 1804, date du décret impérial de Napoléon interdisant les sépultures collectives, mais on continua à l'utiliser jusqu'à la fin du XIXe siècle.

#### Chapelle San Roccu

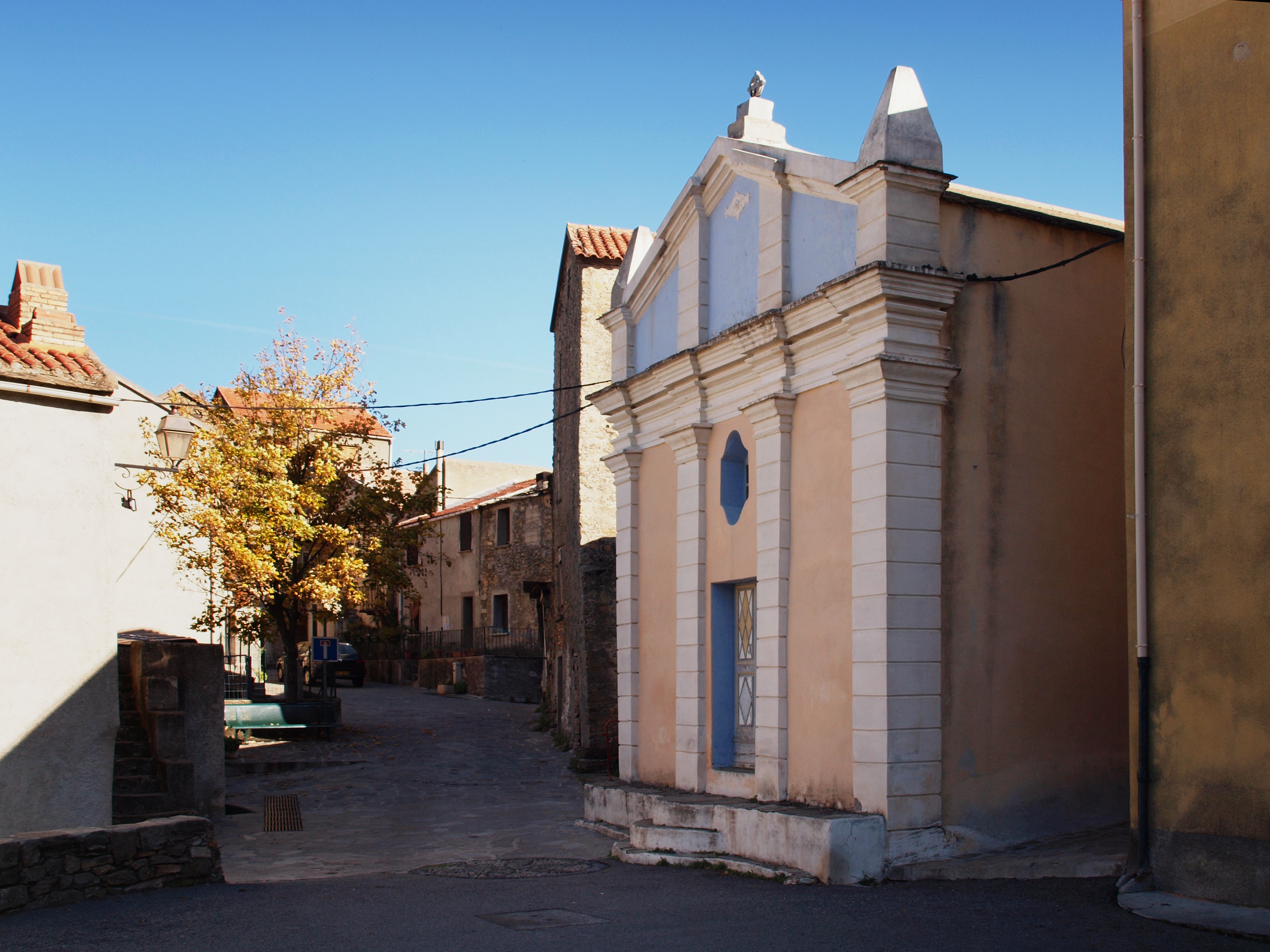
La chapelle San Roccu.

La chapelle Saint-Roch (San Roccu) se situe au cœur du village. Elle renferme un tableau L'Assomption de la Vierge entourée de deux saints dont saint Roch, toile peinte datée de la fin du XVIIIe siècle. L'œuvre propriété de la commune, est protégée par arrêté du 9 février 1995 et classée au titre des Monuments historiques.

#### Autres
- Le site de l'ancien calvaire au bout du village, au Nord-Est. (disparu)
- Le four à pain reconstruit en pierres sèches dans le chemin au-dessus de la « place Piazza ».
- La chapelle funéraire ronde des ancêtres de la famille Carlotti sur la « place Fuata » à l'entrée du village. Sur le fronton au-dessus de l'entrée est inscrit : « DOM - A Régulus Carlotti et aux siens. Son épouse Lucie Carlotti née Arrighi de Casanova in Mémoria Aeterna erit Justus PS cx 17 - ».
- Le site funéraire privé situé dans le virage en épingle à cheveux sur le bord de la route D 40 montant à Riventosa.
- Le cimetière communal, à l'Ouest en dessous de la route D 140 menant à Casanova.
- La grande maison dans le virage sur la D 40 à l'Est, partagée en plusieurs logements, qui fut jadis la maison de l'ingénieur des Ponts et Chaussées, qui étudia dans les années 1880, le tracé et le profil en long de la voie ferrée des CFC Bastia - Ajaccio, qui fut mise en service de bout en bout le 3 Décembre 1894 .

### Patrimoine naturel

#### Parc naturel régional de Corse
Poggio-di-Venaco se trouve dans l'espace protégé du parc naturel régional de Corse et est géré par celui-ci, dans son « territoire de vie » nommé Centru di Corsica, composé de 22 communes adhérentes.
Ce vaste espace protégé de 362 978 ha est repris à l'Inventaire national du patrimoine naturel sous la fiche Corse (FR8000012).

### Personnalités liées à la commune
- Ugo Colonna, légendaire héros insulaire. Prince romain, il aurait habité au IXe siècle un château construit sur une colline dite « Poggio del Palagio »[34]. Il aurait chassé les Maures repliés jusqu'au centre de la Corse.
- Régulus Carlotti (1805-1878), médecin et écrivain[35].
- Antoine-Louis Carlotti (1871-1965) - docteur en droit, résident de France à Hué (Annam) puis Vice-gouverneur d'Indochine; commissaire du gouvernement aux Nouvelles-Hébrides (Vanuatu) en 1931[36].
- Xavier Poli, historien militaire, originaire de la commune.

## Pour approfondir